# Trammotorwagen

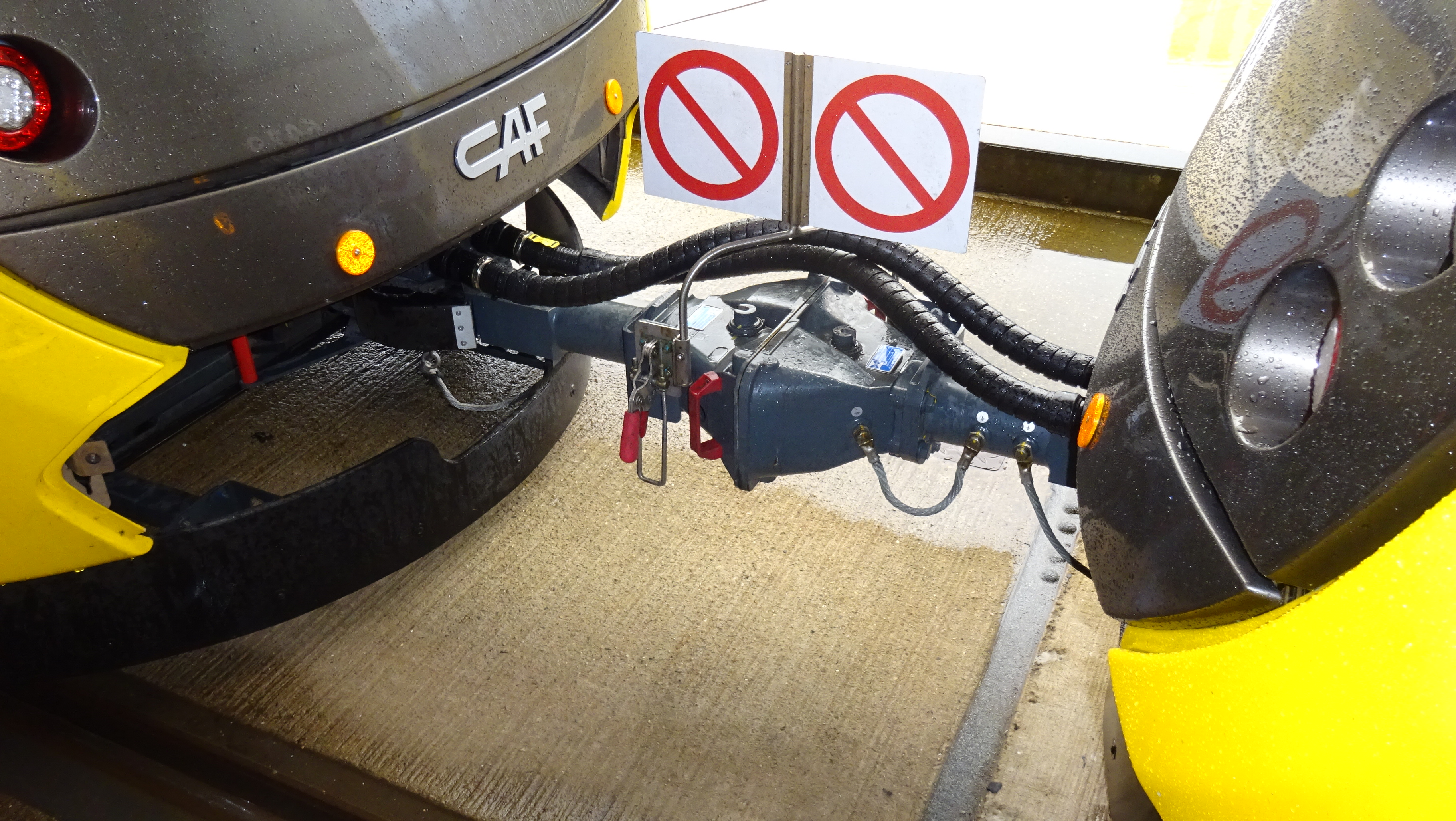
Koppeling tussen twee motorwagens type CAF Urbos.

Een Trammotorwagen is een tram die gemotoriseerd is en zich zo zelf kan voortbewegen over rails. De meest gangbare benaming is tegenwoordig tram of  motorwagen. Een motorwagen kan één of meer ongemotoriseerde bijwagens of aanhangrijtuigen meetrekken en daarmee passagiers of goederen vervoeren. In reizigersdienst komen bijwagens in Nederland en België niet meer voor. Motorwagens kunnen ook gekoppeld rijden. Dit kwam op grote schaal voor bij Tatra T3/4-trams in de MOE-landen en in Den Haag bij PCC's. In de Benelux rijden gekoppelde motorwagens: PCC's in Antwerpen en Urbos trams in Utrecht en Amsterdam.

Met doorgaande as en onder met 'losse' wielen.

## Typen trammotorwagens
Een eenvoudig onderscheid is te maken in het aantal assen van elk tramtype. De chronologische ontwikkeling  is er een van kleine trams naar grote, meerdelige gelede trams: van tweeassige versies, tot die met acht tot twaalf assen. Enkele typen lagevloertrams zonder doorgaande assen hebben tot 24 wielen op eigen korte assen: dit komt overeen met 12 assen.
De lijst hieronder is een beknopt overzicht, vele variaties trams zijn ontwikkeld. De belangrijkste tramtypes zijn genoemd en dit zijn vaak types waar meer dan honderd, soms duizenden, wagens van zijn gebouwd.

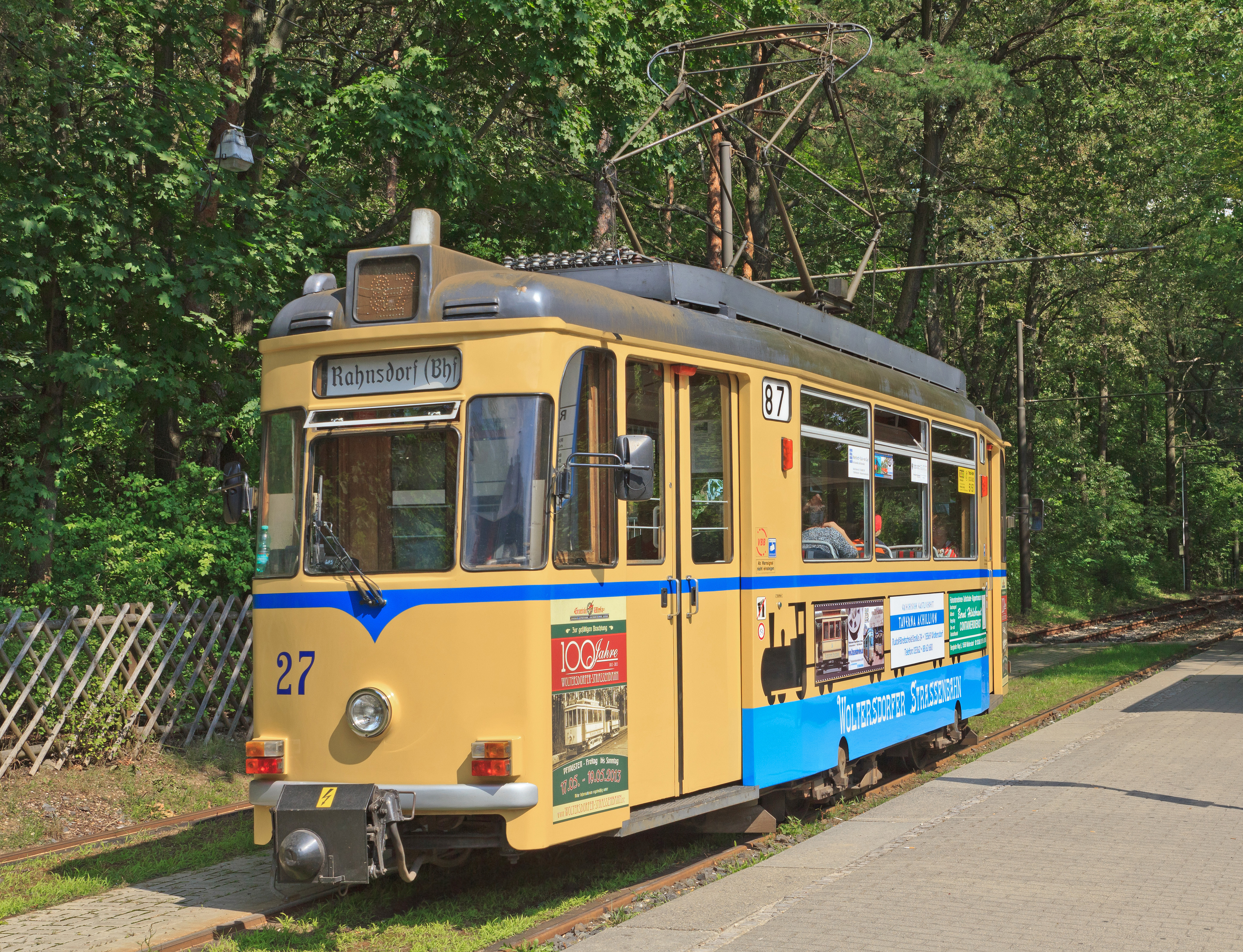
Tweeassige Gotha-tram te Woltersdorf (Duitsland).

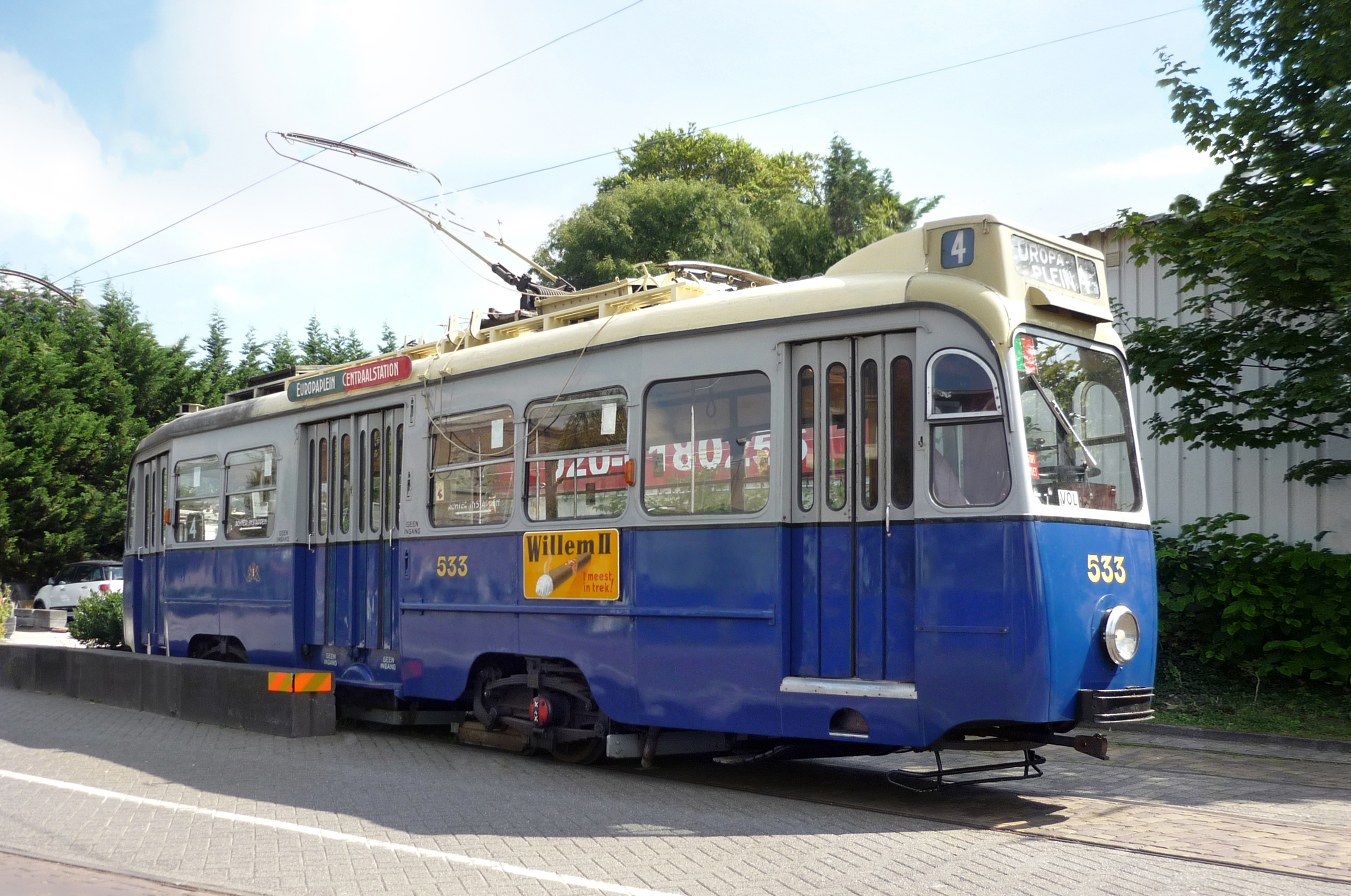
Een drieasser in Amsterdam.

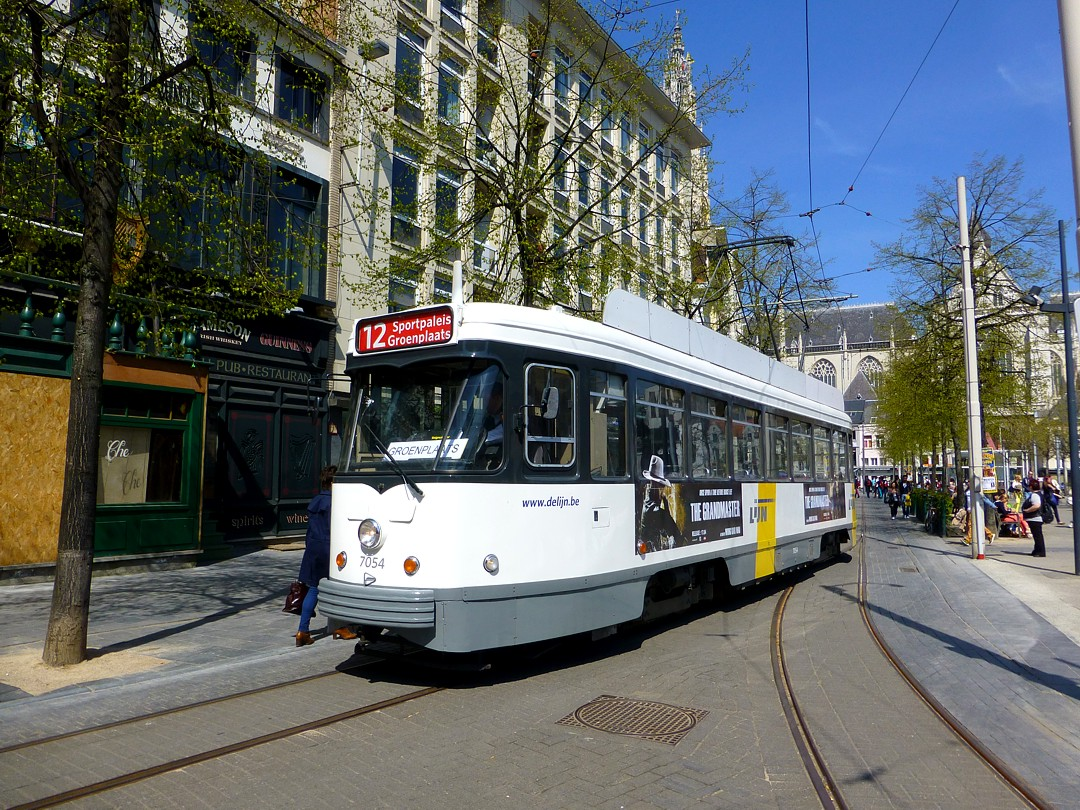
Vierassige PCC in Antwerpen.

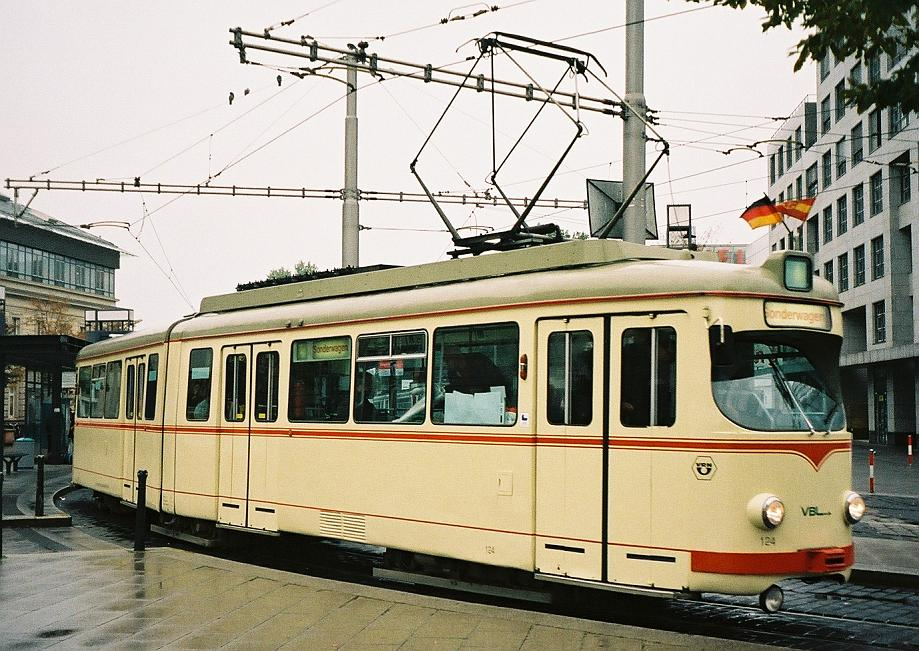
Enkelgelede Düwag-tram te Mannheim (Duitsland).

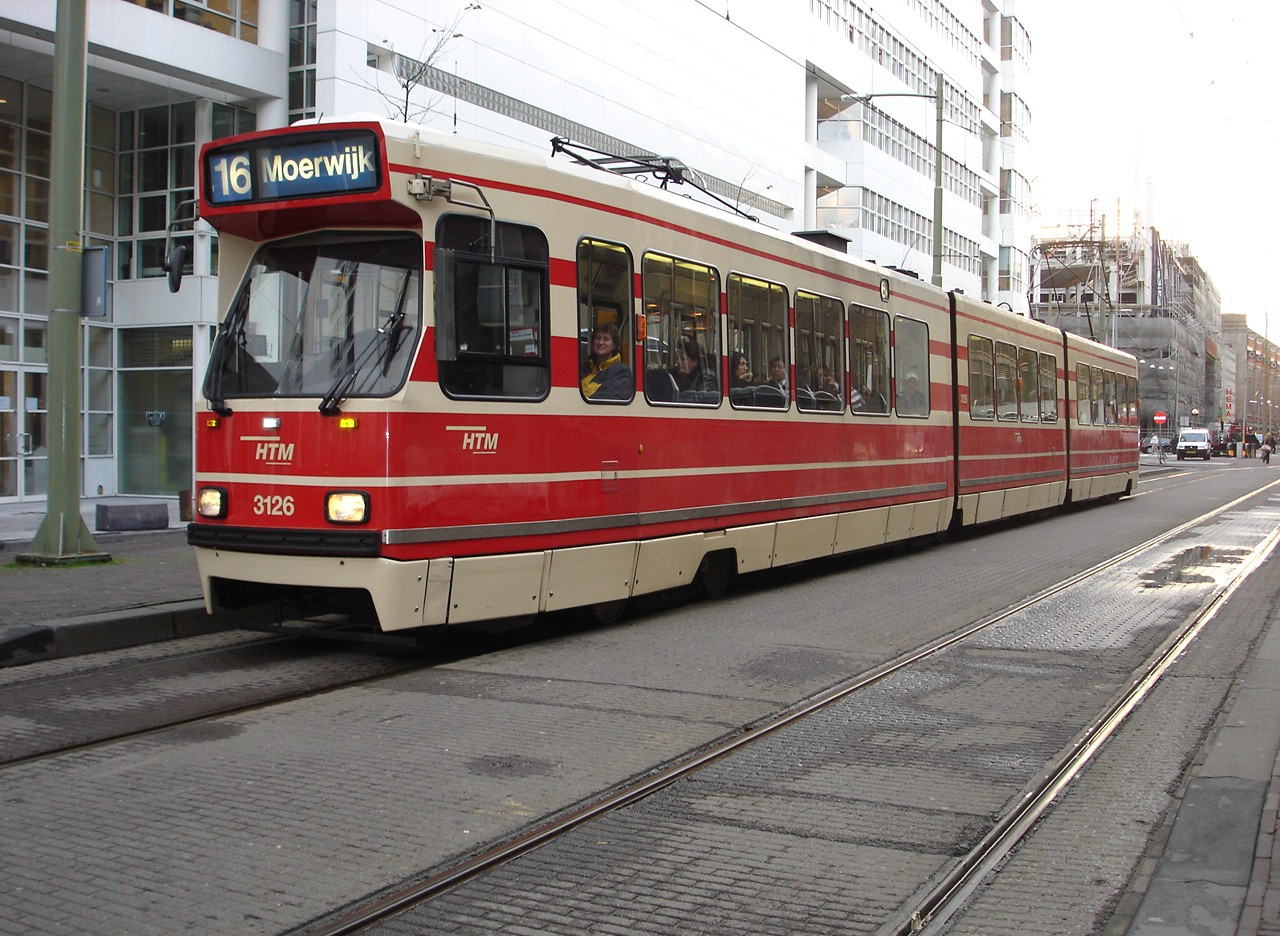
Haagse dubbelgelede tram type GTL.

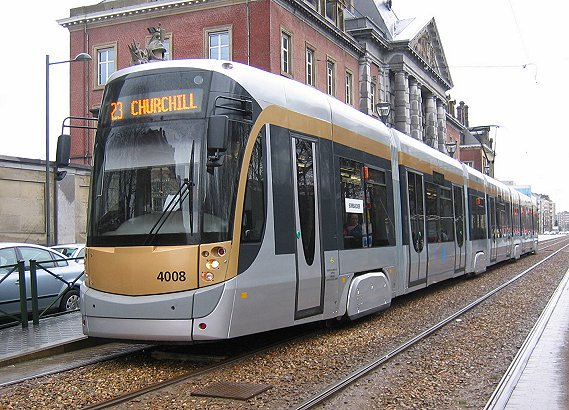
Cityrunner in Brussel.

### Tweeassers
- Birney Car
- REKO, LOWA en GOTHA trams
- Remodelado (Lissabon)

### Drieassers
- Amsterdamse drieassers
- Type München
  - Vijfasser (Augsburg)

### Vierassers
- Enkele wagenbak
  - Nearside Car
  - Peter Witt Car
  - Master Units, Electromobiles & Rail Sedans
  - Brillliner
  - PCC-car (onder andere Antwerpen, Gent, Den Haag)
    - Tatra trams
    - Konstal trams
    - RVZ trams

  - Düwag-tram (Grossraumwagen)
- Dubbele wagenbak
  - Type Bremen, Tatra KT4 of Konstal
  - Type Stuttgart
- Driedubbele wagenbak
  - Twee kamers met bad type

### Zesassers
- Met jacobsdraaistel
  - Type Urbinatti (Rome)
  - Düwag-tram (onder andere Düsseldorf)
  - Europese PCC (onder andere Brussel)
  - BN LRV (onder andere Kusttram)
  - Oost-Europese Tatra- of Konstal-trams
- Met oplegging
  - Zwevend Geleed Tramrijtuig (Rotterdam)

### Achtassers
- Met jacobsdraaistellen
  - Düwag-tram (onder andere Rotterdam)
  - Europese PCC (onder andere Brussel)
  - Gelede Tram Lang (GTL8 - Den Haag)
  - Tatra KT8D5 (Praag)
  - ICS (ipari csuklós - Boedapest)
- Met opleggingen
  - Type Freiburg
  - Bombardier Flexity Swift (ET2010 - Karlsruhe)
  - HeiterBlick / Vossloh-Kiepe Vamos (GTZ8-B - Bielefeld)
- Kortgekoppeld
  - DT 8 (Stuttgart)

### Veelassers
- Tienasser
- Twaalfasser

### Moderne ontwikkelingen
- Lagevloertram
  - Avenio (onder andere Den Haag)
  - Citadis (onder andere Rotterdam)
  - Cityrunner (onder andere Brussel)
  - Combino (onder andere Amsterdam)
  - Flexity 2 (onder andere Antwerpen en Gent)
  - RegioCitadis (onder andere Den Haag)
  - TINA (vanaf 2026 onder andere Den Haag)
  - Urbos (onder andere de Vlaamse tramlijnen, Amsterdam, Luik, Luxemburg en Utrecht)